# Technika cieplna
Termin technika cieplna to określenie zbiorcze dla wielu dziedzin, jak chłodnictwo, kriotechnika (kriogenika), klimatyzacja, wentylacja, ogrzewnictwo, silniki spalinowe i wiele innych dziedzin powiązanych z przetwarzaniem energii termicznej.